# S/y Gwarek
s/y Gwarek – jacht typu Opal III/2 należący do Górniczego Turystycznego Klubu Żeglarskiego "Gwarek" z siedzibą w Zabrzu. Posiada klasę PRS oraz uprawnienia i wyposażenie do żeglugi bez ograniczeń.

## Historia i rejsy
Osiągnięcia:

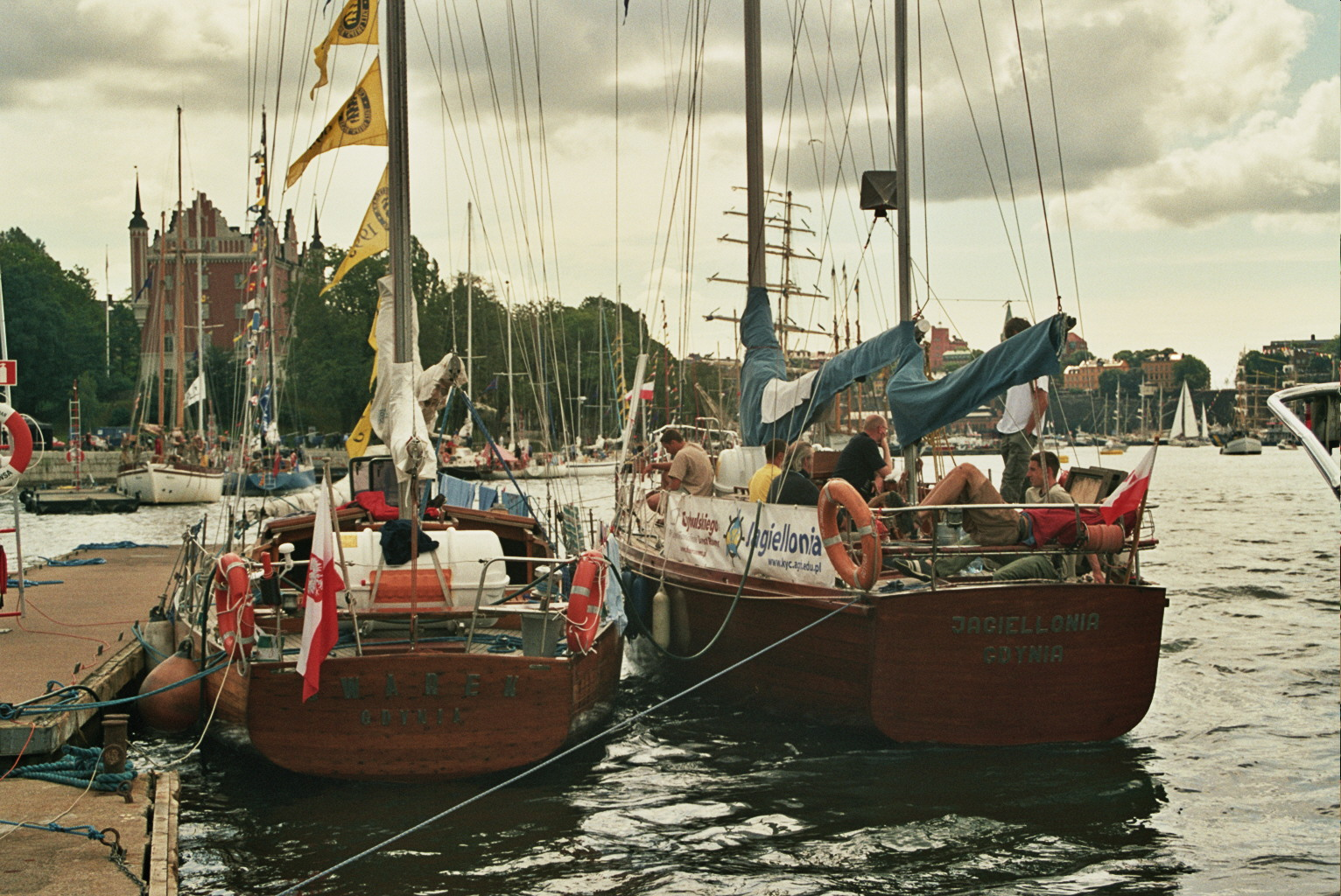
Gwarek i Jagiellonia na regatach Tall Ships' Races w Sztokholmie 2007 r.

- Udział w paradzie jachtów na Zatoce Kilońskiej w związku z Olimpiadą w 1972 roku w Monachium podczas której został uznany za najładniejszy jacht parady. W dowód uznania s/y Gwarek uzyskał dożywotnie prawo bezpłatnego postoju w portach Zatoki Kilońskiej.
- W latach 1976–77 brał udział w Pierwszej Śląskiej Wyprawie Oceanicznej w rejon Morza Karaibskiego i na Kubę.
- Pięciokrotny zwycięzca regat SKŻ Classic Cup.
- Czterokrotny zdobywca pucharu komendanta OSŻMW
- Zwycięzca regat o puchar komandora JKMW „Kotwica”.
- Zdobywca piątego miejsca w klasie C podczas regat The Tall Ships' Races Baltic 2003
- Zdobywca drugiego miejsca w klasie C podczas regat The Tall Ships' Races Baltic 2007
- Wielokrotny uczestnik regat Cutty Sark Tall Ships' Races (obecnie The Tall Ships' Races)